# 養老天命反転地
養老天命反転地（ようろうてんめいはんてんち）は、岐阜県養老郡養老町にある養老公園内の有料施設である。荒川修作とマドリン・ギンズによる構想を公園施設として作った。作品の中を回遊し体験することで作品を鑑賞するモダンアート。芸術作品であり、博物館法に定める博物館・美術館ではない。

## 概要
1995年開園。荒川修作とマドリン・ギンズ (en) のプロジェクトを実現させたもので、作品は『極限で似るものの家』と『楕円形のフィールド』から成る。『極限で似るものの家』と『楕円形のフィールド』を結ぶ溝状の道には、彼らのメインテーマであった〈死なないため〉と言う言葉を取り、『死なないための道』と名付けられている。『楕円形のフィールド』には大小様々な5つの日本列島があり、最大のものには24種の薬草が植えられていた。公園の有料施設部分には、作品の他に養老天命反転地記念館、昆虫山脈、不死門が含まれている。これらの付属する施設も荒川修作とマドリン・ギンズによる。
開園当初から非常にユニークなテーマ性が高く評価されてきた。『極限で似るものの家』は、建物内の机や壁・天井が上下左右を全く無視した場所に配置されており、視覚的な錯覚を体全体で楽しむ施設である。『楕円形のフィールド』は、日本列島をモチーフとした屋外施設だが、起伏に富んだ地面が不思議な感じに構成されており（通路の床面がいつのまにか壁面となる、など）、これも感覚の不安定さ・危うさを体全体で楽しむことを目的とした施設である。こうした日常生活では触れる機会の少ない錯覚感、不安定な感覚を体全体で味わうことにより、人間本来の感覚を再確認することを主要なテーマの一つとしている。また、例えば子供連れの場合、危険そうで子供から目が離せない等、お互いの存在を常に意識しながら過ごすため、人と人とのつながりのあり方やバリアフリーについての問いかけも行われている。
先述のように斜面や起伏が多いため、靴やヘルメットの貸し出しを行っているが、運動靴で来園することが望ましい。開園当時は転倒事故が相次ぎ地元紙のニュースなどで注意喚起がなされた。
訪問者は年間約9万人。

## 各施設

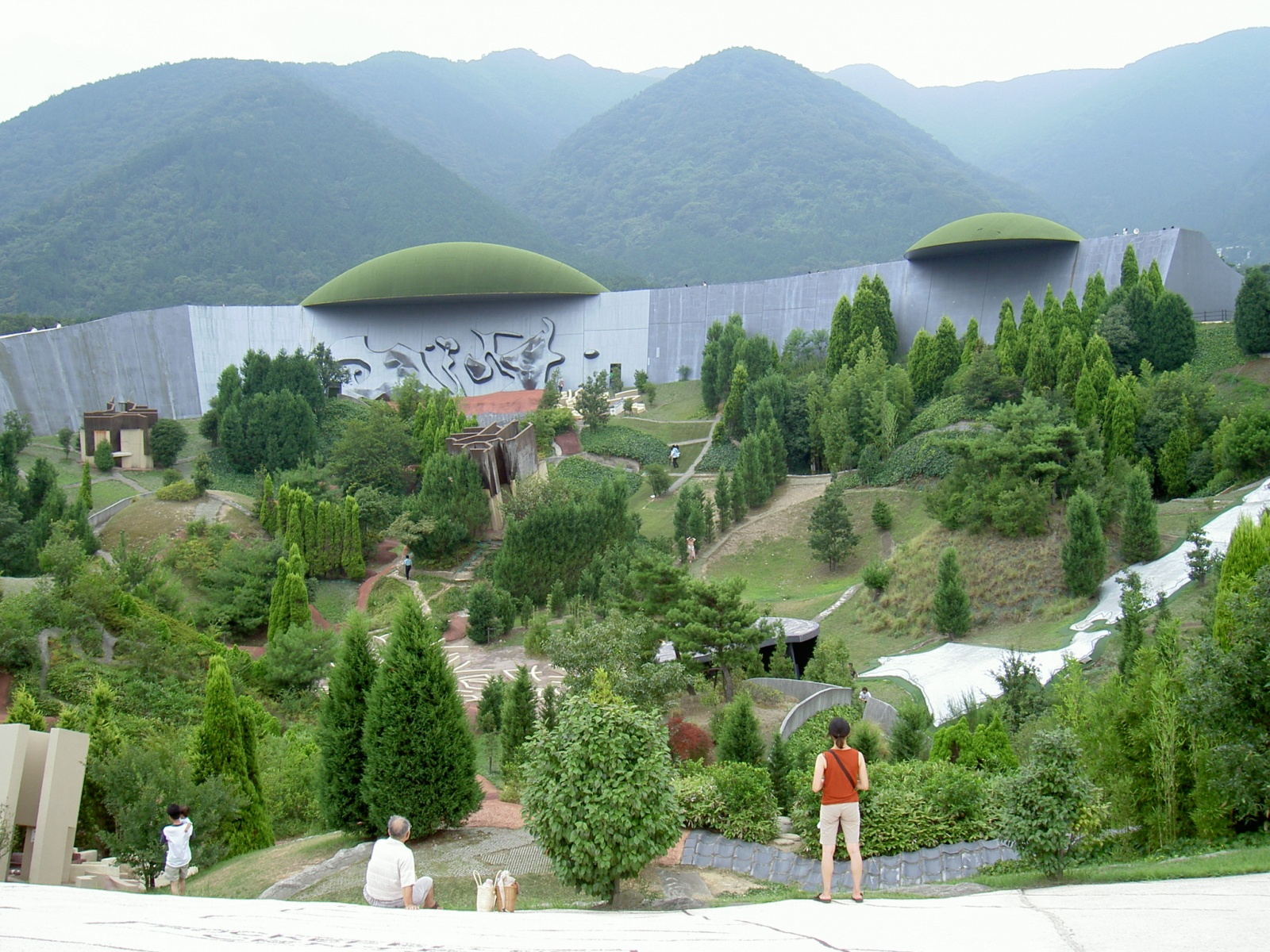
楕円形のフィールド
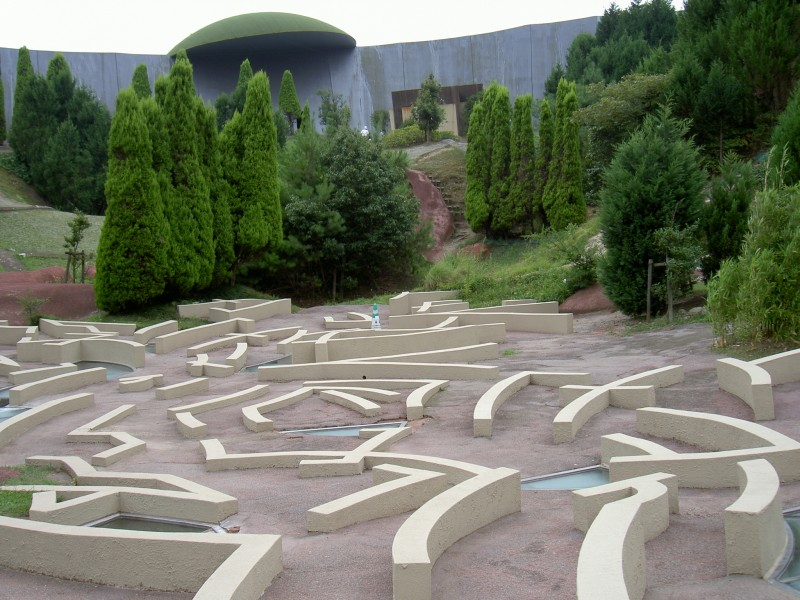
宿命の家
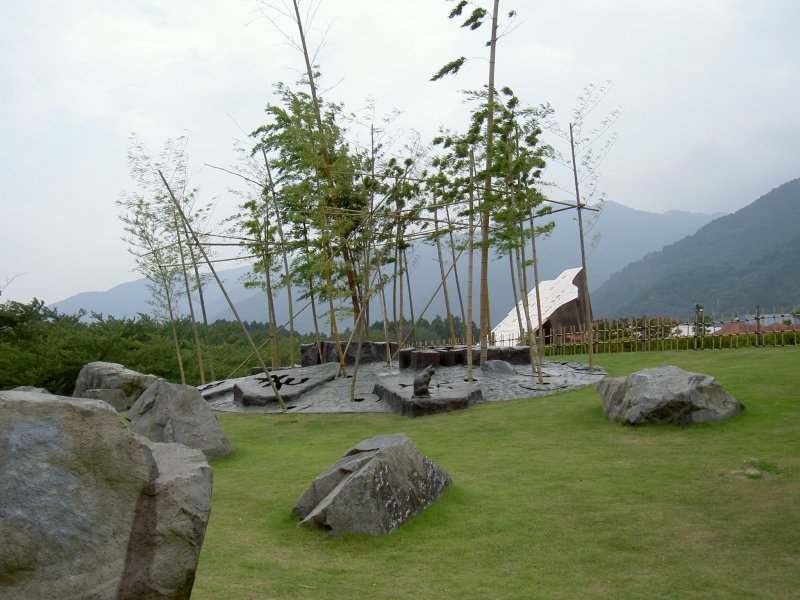
不死門
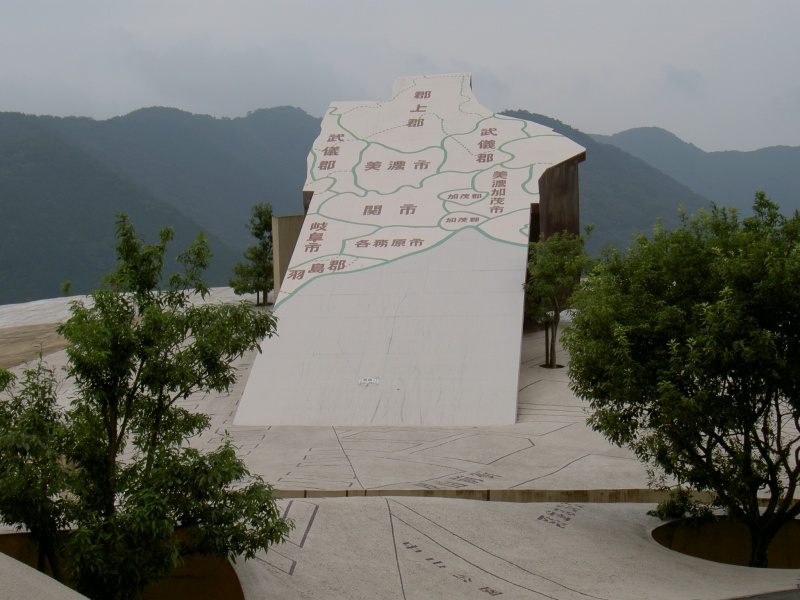
精緻の棟
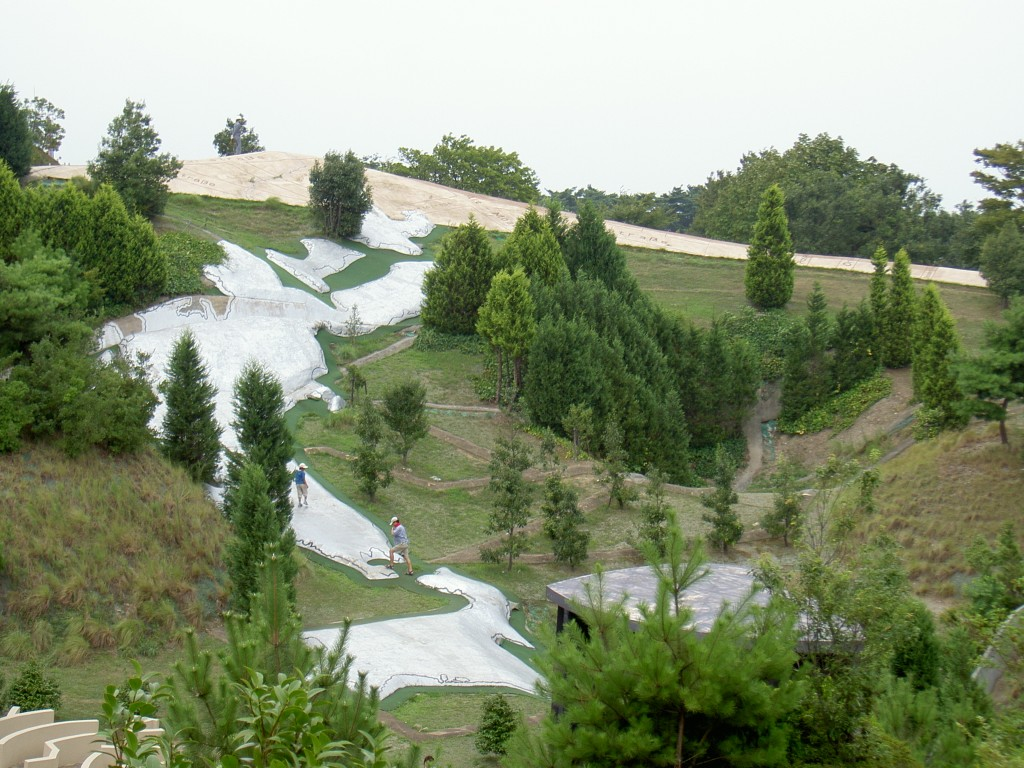
日本列島
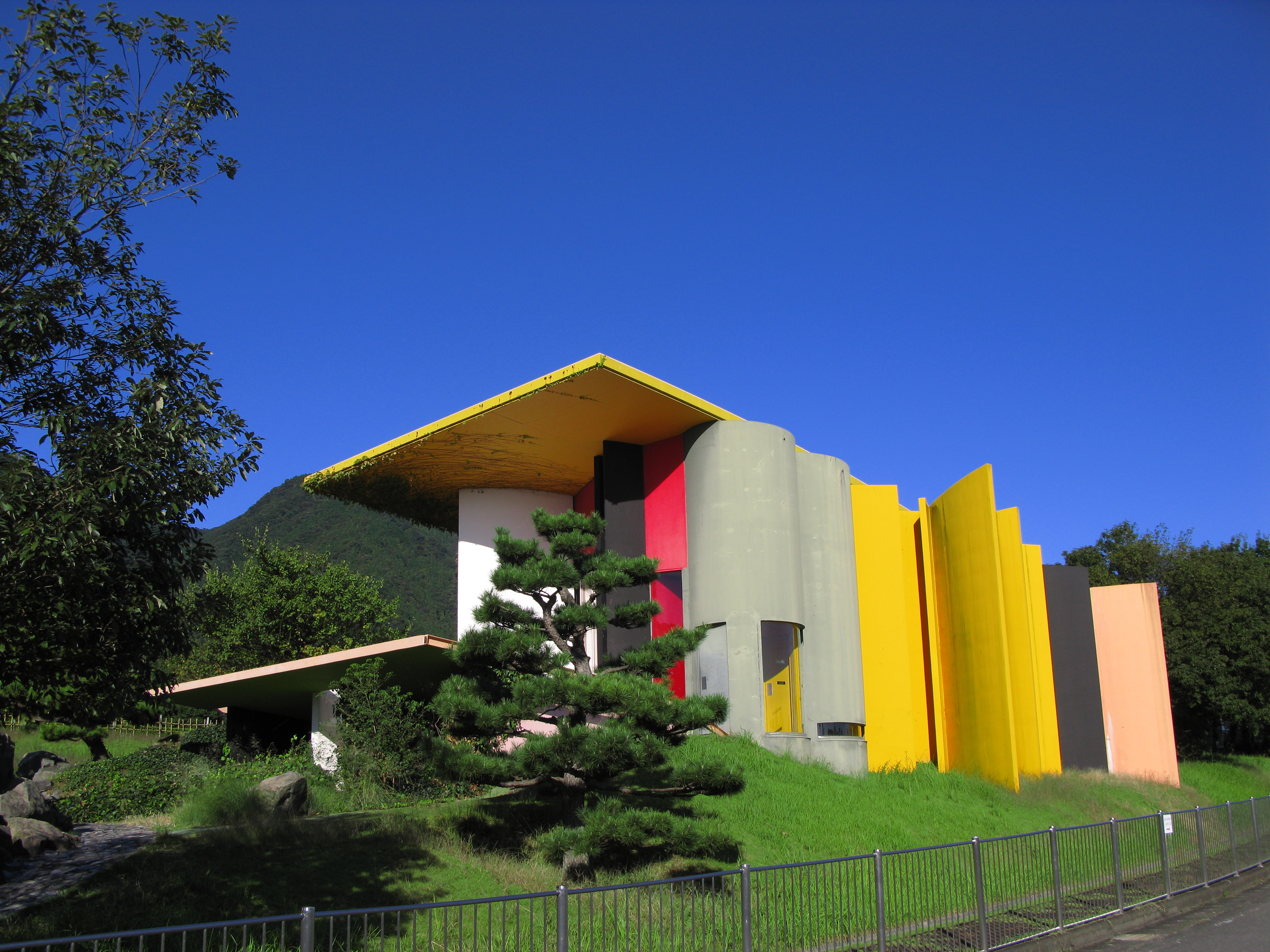
養老天命反転地記念館
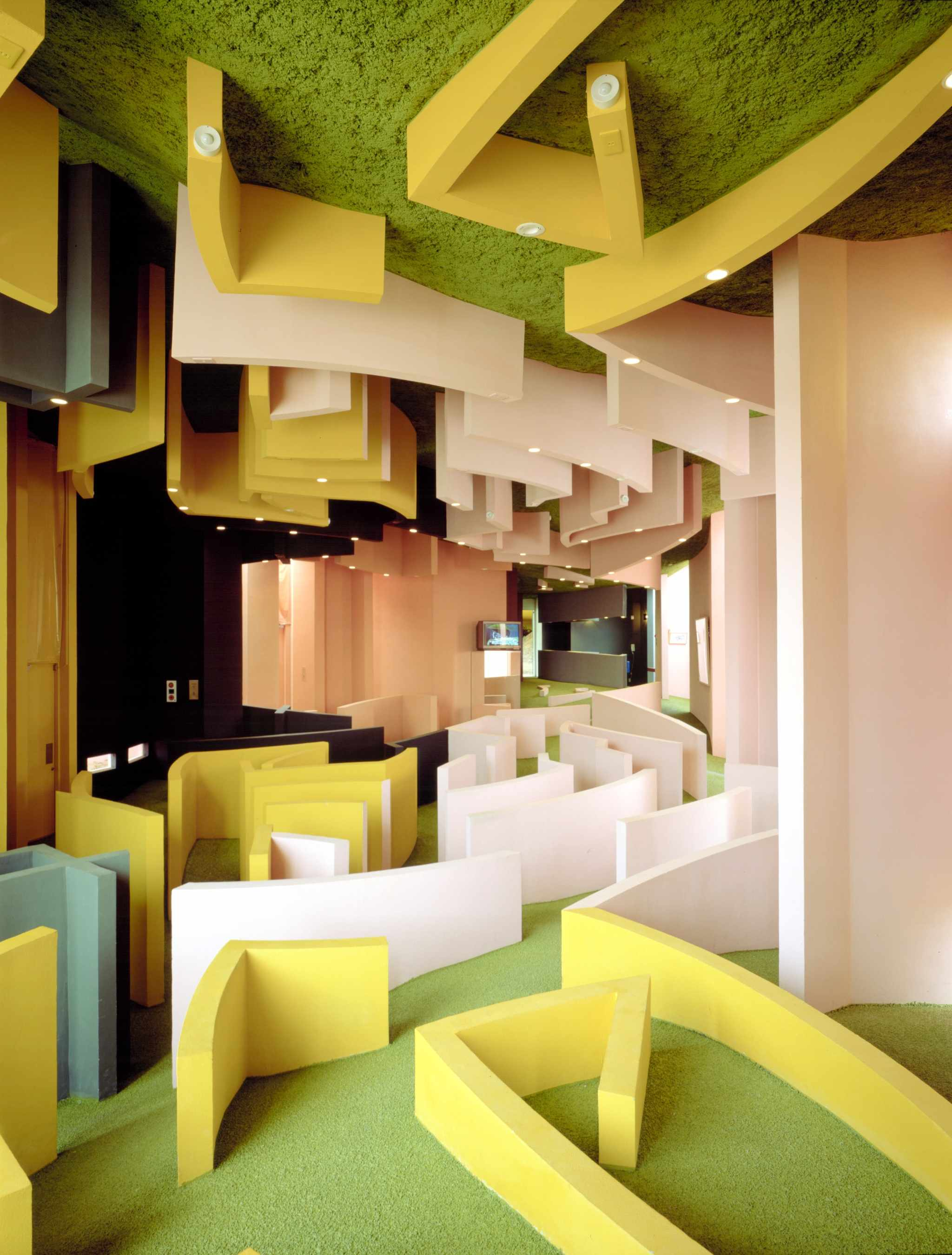
記念館内部
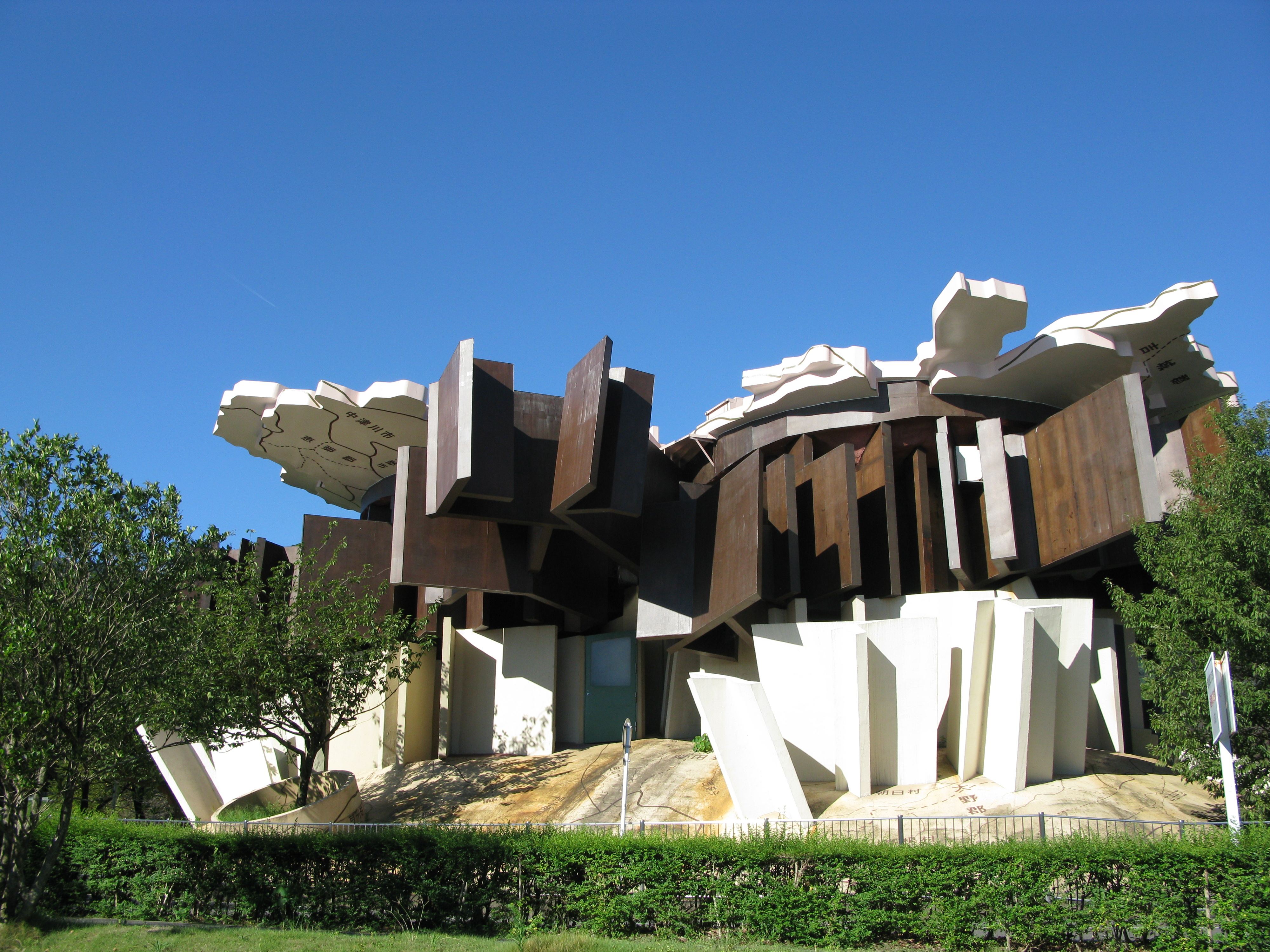
極限で似るものの家
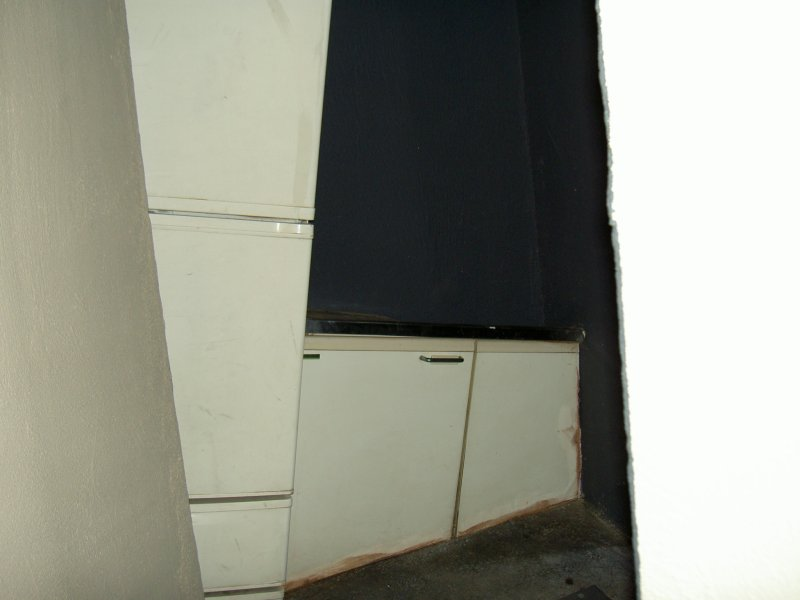
極限で似るものの家内部

## 交通

### 鉄道
- 養老鉄道養老線 養老駅下車、徒歩で約10分。ただしかなりの急坂である。

### 自動車
- 東海環状自動車道養老インターチェンジから岐阜県道213号養老平田線、岐阜県道96号大垣養老公園線。
- 名神高速道路大垣インターチェンジから国道258号。
- 名神高速道路関ヶ原インターチェンジから岐阜県道56号南濃関ケ原線。

## 関連書籍
- 養老天命反転地―荒川修作 + マドリン・ギンズ 建築的実験（毎日新聞社、1995年）ISBN 462060478X
- 荒川修作の軌跡と奇跡（エヌティティ出版、2009年）ISBN 4757141785